# Надкислоты
Надкисло́ты (пероксокисло́ты, перкисло́ты) — неорганические или органические кислоты, содержащие одну или несколько пероксидных групп {\displaystyle {\ce {{-O-O-}}}}. Пероксидная группа может входить в остаток перекиси водорода {\displaystyle {\ce {-OOH}}}, заменяя гидроксильную группу {\displaystyle {\ce {-OH}}}, (например, в пероксомоносерной кислоте) или может соединять кислотообразующие элементы (например, в пероксодисерной кислоте). Надкислоты обычно образуются элементами подгруппы углерода, подгруппы азота или халькогенами.

## Методы синтеза
Получаются электролизом соответствующих кислот, или реакцией между перекисью водорода и ангидридами либо галогенангидридами соответствующих кислот.

## Свойства
Надкислоты в водном растворе весьма нестабильны (разлагаются с выделением кислоты и кислорода).

## Реакции
Надкислоты являются сильными окисляющими агентами. Некоторые органические надкислоты (например надуксусная, пероксибензойная, м-хлорнадбензойная) используются для синтеза сложных эфиров из кетонов (реакция Байера — Виллигера) или синтеза эпоксидов из алкенов (реакция Прилежаева). Соли неорганических надкислот (пероксодисульфат калия) употребляются как инициаторы радикальной полимеризации.
Ациклические и циклические алкены при взаимодействии с перкислотами (надкислотами) RCOOOH в неполярной, индифферентной среде образуют эпоксиды (оксираны), поэтому сама реакция носит название реакции эпоксидирования. 